# Fabryka konserw w Białej Cerkwi
Fabryka konserw w Białej Cerkwi (ukr. ПАТ"Бiлоцерківський консервний завод" (ТМ Крят)) - jest jednym z największych zakładów produkujących konserwy w obwodzie kijowskim.

## Historia
Przedsiębiorstwo zostało założone w 1858 roku przez hrabiego Władysława Branickiego jako browar. Zaczęło produkować konserwy w latach 20. XX w. W 1994 roku firma została przekształcona w spółkę akcyjną. Obecnie zdolność produkcyjna wynosi 25 mln puszek rocznie. Przedsiębiorstwo specjalizuje się w przetwarzaniu owoców, warzyw i mięsa. Firma oferuje 87 rodzajów konserw, które są z powodzeniem sprzedawane są nie tylko na Ukrainie, ale także w Niemczech, USA, Izraelu, Kanadzie, Grecji, krajach bałtyckich, Armenii, Azerbejdżanie i Rosji.